# Liverpool Arena
A Liverpool Arena (más néven: M&S Bank Arena, korábbi nevén: Echo Arena) egy multifunkcionális csarnok Liverpool városközpontjában. A helyszín élőzenés rendezvényeknek, vígjátékoknak és sporteseményeknek ad otthont, és része a liverpooli rendezvénykampusznak, az ACC Liverpoolnak.

## Építés

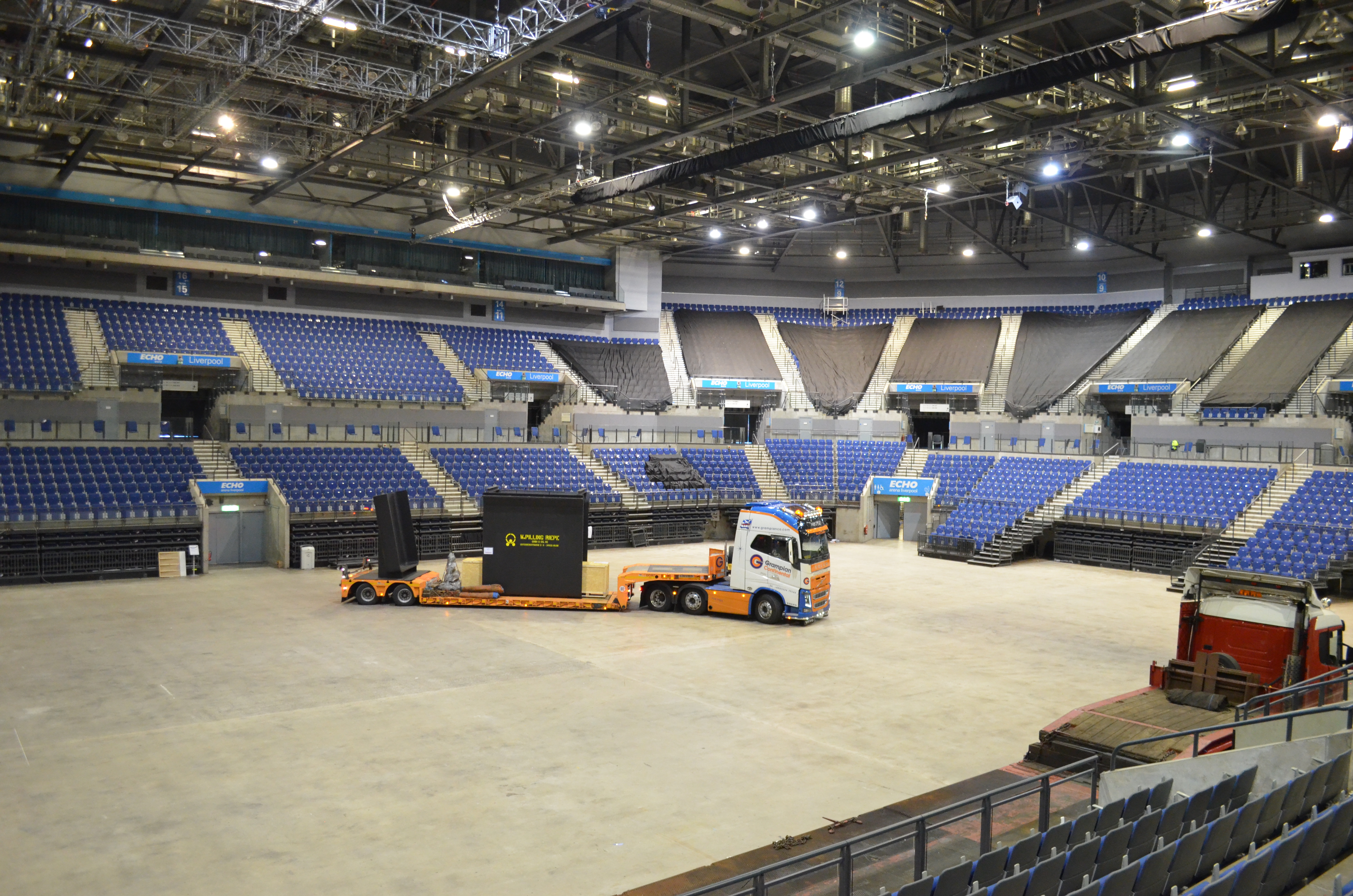
A csarnok belseje 2015 júniusában

Az arénát a Wilkinson Eyre architects és a Sport Concepts tervezte. Az aréna 7 513 állandó ülőhellyel rendelkezik egy fedett sportesemények befogadására alkalmas központi emelet három oldalán. A koncertek befogadóképessége 10 600 fő, beleértve a padlón lévő ülőhelyeket is. A padlón való állással az aréna összkapacitása 11 000-re nő. Az aréna oldalai körül több céges box is található. Az arénában hat öltöző, öt csapatöltöző és két promóter iroda található. Az aréna alagsorába legfeljebb 38 tonna tömegű járművek juthatnak be. A komplexum BREEAM besorolása "nagyon jó". 2015 szeptemberében a testvérhelyszín, a Liverpool Exhibition Center megnyitása szélesebb kínálattal bővült az állókoncertek és a nemzetközi sportesemények számára. Ezen a helyszínen található a „Space by M&S Bank Arena”, amely rugalmas szórakozóhely akár 7000 fő befogadására is alkalmas.

## Történet
A helyszín 2008. január 12-én nyitotta meg kapuit Echo Arena Liverpool néven, a kulturális főváros hivatalos megnyitó ünnepségével. Az ünnepség egy egész éves ünnepséget indított el, és egy évtizedes megújulás csúcspontját jelentette a városban. A „Liverpool the Musical” elnevezésű show 700 előadót vett fel, és 15 000 órát vett igénybe a megszervezése. Megnyitása óta az aréna több mint 7 millió látogatót vonzott több mint 3800 eseményre, valamint 1,6 milliárd GBP gazdasági haszonnal jár Liverpool város régiója számára.

### Átnevezés
2018 novemberében bejelentették, hogy az M&S Bankkal kötött szponzori megállapodás részeként az Echo Arena Liverpoolt átnevezik jelenleg használt nevére. Az új név 2019. január 7-től lépett életbe, és a Liverpool Echo továbbra is az aréna üzleti partnere. A 2019. január 31-i bemutatás előtt a helyszínen és a Kings Dock telephelyén egy teljes márkaváltásra is sor került.

### 2017-es parkoló tűz
2017. december 31-én este tűz ütött ki a szomszédos többszintes parkolóban, és ennek következtében az arénában zajló Liverpool International Horse Show-t törölni kellett. Körülbelül 80 lovat biztonságosan evakuáltak a parkoló földszintjén épített ideiglenes istállóból, amelyet az aréna emeletén és az épületet körülvevő területen tartottak. A tűz 2018. január 1-jén is folytatódott. Az építményt később le kellett bontani, az autókat pedig elszállították. Gyakorlatilag az ott lévő 1400 autó mindegyike megsemmisült, de nem számoltak be komolyabb személyi vagy lovas sérülésről. A parkolót 2019-ben újraépítették.

### Eric Bristow halála
2018. április 5-én, miután részt vett egy Premier League darts eseményén, Eric Bristow, angol dartsjátékos, szívrohamot kapott, összeesett a helyszín előtt, majd meghalt.

## Rendezvények

### Zene

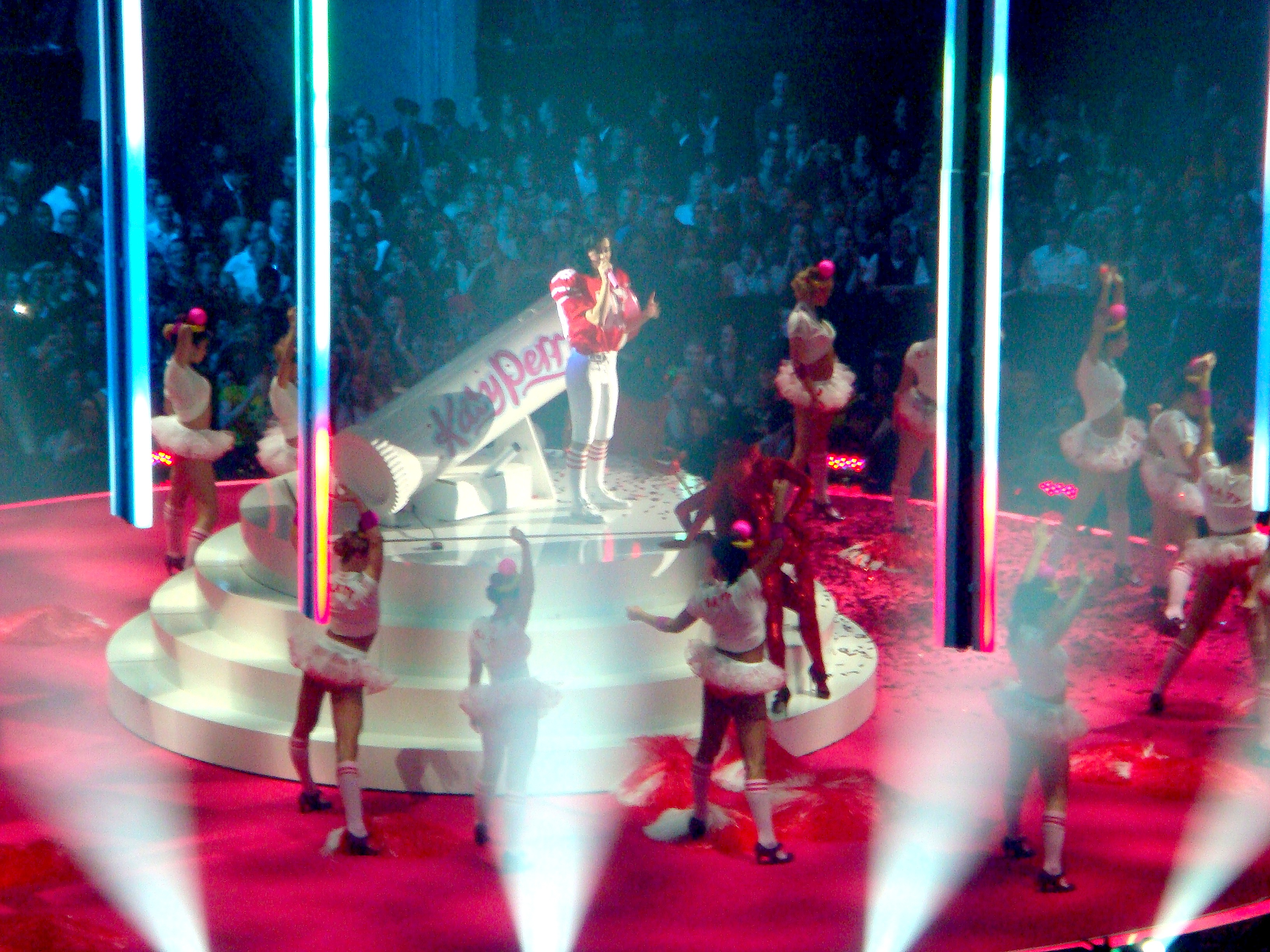
Katy Perry a 2008-as MTV EMA-n

Az aréna számos zenei rendezvénynek adott otthont. Itt rendezték a 2008-as MTV Europe Music Awards-ot.
2022. október 7-én a BBC és az Európai Műsorsugárzók Uniója (EBU) bejelentette, hogy a Liverpool Arena ad otthont a 2023-as Eurovíziós Dalfesztiválnak, az előző verseny győztese, Ukrajna nevében, akik biztonsági megfontolások miatt nem tudták teljesíteni a verseny szervezői által támasztott követelményeket, az ukrajnai 2022-es orosz invázió következtében. A dalfesztivál két elődöntőből áll majd, amelyeket 2023. május 9-én és 11-én, valamint egy döntőből, amelyet május 13-án rendeznek meg. Ez lesz az első alkalom, hogy a verseny Liverpoolban kerül megrendezésre, és egyben az eddigi rekordot meghosszabbító kilencedik alkalom, hogy az Egyesült Királyság ad otthont a versenynek. Utoljára ilyen 1998-ban volt, amikor Birminghamben rendezték meg a dalfesztivált.

### Sport
Az aréna több jelentős sportversenynek adott otthont. 2008 és 2010 között az aréna volt a Mersey Tigers kosárlabdacsapat otthona. Évek óta az év végén az arénában rendezik meg a Liverpool International Horse Show-t. 2021-ben a COVID-19 világjárvány miatt le kellett mondani. Megnyitása óta a Premier League Darts egyik helyszíne is. 2021 novemberében az arénát a 2021-es kerekesszékes rögbi világbajnokság döntőjének szánták, de a COVID-19 világjárvány miatt egy évvel elhalasztották. A halasztás miatt az aréna elérhetetlenné vált, és a végső meccset a Manchester Central Convention Complex-be helyezték át.